# FSO Syrena
Syrena — сімейство легкових автомобілів, що виготовлялися в Польщі впродовж 1957—1983 рр.
Єдиний автомобіль, повністю розроблений в Польщі виготовлявся на FSO (Fabryka Samochodów Osobowych) в 1957—1972 рр та FSM (Fabryka Samochodow Malolitrazowych) в 1972—1983 рр. Загалом випущено 521 311 авт.
Назва Syrena походить від символу Варшави — русалки, що за легендою оберігала р. Віслу та польську столицю.
На батьківщині, за специфічний запах, автомобілі Syrena мали прізвисько «шкарпетка», а за двері, що відкривались проти ходу — «куролапкою»

## Історія
Травень 1953 р. На пленарному засіданні ЦК Польської об'єднаної робочої партії та президіуму правління Польщі приймають резолюцію про необхідність «побудувати популярний автомобіль для економії часу на службі та відпочинку, для новаторів, керівників трудових колективів, активістів, вчених та провідних представників інтелігенції». Інакше кажучи, в країні мали розробити невеликий автомобіль для приватного користування. «Warszawa M-20», що виготовлялась на FSO у основному використовувалась як службовий автомобіль у державних закладах. Правління країни доручило організувати розробку конструкції нового автомобіля, що максимально б відповідала реаліям польської промисловості того часу, Центральному правлінню автомобільної промисловості Польщі. Через місяць в м. Бєльсько-Бяла відбулася нарада провідних спеціалістів польської автомобільної промисловості. В ній узяли участь головний конструктор FSO та спеціаліст по автомобільним шасі Karol Pionnier, спеціаліст по кузовам того ж заводу Stanislaw Panczakiewicz та конструктор двоциліндровий двотактних двигунів для пожежних мотопомп Frederyk Bluemke. Двигуни від мотопомп, що виготовлялись з 1949 р. на заводі механічного обладнання WSM (Wytworni Sprzetu Mechanicznego) в Бельсько-Бяла планували пристосувати до нового автомобіля. Протягом двох тижнів були розроблені пропозиції по конструкції та компонуванню майбутнього автомобіля. У багатьох моментах вони носили компромісний характер, так як можливості польської автомобільної промисловості залишались скромними, а об'єм випуску всього в 3000 авт./рік.
Новий автомобіль створювався оглядаючись на довоєнні DKW. Збігалося майже усе: рамна конструкція, передній привід, 2-тактний двигун, розташований за передньою віссю, підвіска на поперечних ресорах тощо. Але усе це розроблялось заново з врахуванням вже виготовлюваних у Польщі комплектуючих, головним чином від M-20 Warszawa (коліс, гальмівних механізмів, елементів кермового керування).
При розробці машини конструктори відмовились від кузовних елементів глибокої витяжки через дефіцит відповідного металу, необхідність дорогого оснащення. Каркас кузова запропонували зробити дерев'яним, обшитим поверх металевими панелями, виготовленими на дерев'яних болванках. При цьому дах поверх фанери вирішили обклеїти дерматином.
З 1 серпня 1953 р. розпочалась реалізація проекту. До технічних проблем додались організаційні — хід роботи постійно контролювали партійні органи, а будь-які зміни доводилось погоджувати з Центральним правлінням автомобільної промисловості.
Перші два прототипи з'явились в грудні 1953 р. Один автомобіль, створений по проекту Stanislawa Panczakiewicza, мав оригінальний кузов та двигун WSM (від мотопомпи) у котрого запалювання від магнето замінили батарейним. Для спрощення конструкції доступ до багажника знаходився в салоні — через відкинуту спинку заднього сидіння. На другій машині, проекту Stanislawa Lukaszewicza, використали готові кузовні елементи від M-20 Warszawa (передні та задні крила, двері тощо). Хоча вигляд у автомобіля був дещо комічний, на ньому стояв модернізований двигун WSM, із зміненим колінчастим валом (збірним на роликових підшипниках) та карбюратором. В результаті об'єм двигуна зріс до 746 см3, а потужність до 27 к. с.
З початку 1954 р., розпочались випробовування і стало очевидно, що конструкція не тільки архаїчна але й перевантажена. Паливний бак розміщувався під капотом, бензин потрапляв в карбюратор самопливом (!), у системі охолодження була відсутня водяна помпа (!), термосифонне охолодження було малоефективним і призводило до перегрівів. Єдиними «проблисками світла» у конструкції автомобіля був передній привід і 4-ступінчаста коробка передач. За результатами випробувань вирішили об'єднати найбільш вдалі рішення: від одного взяли кузов з оригінальним дизайном, від другого більш вдалий двигун, котрий з часом отримав назву S-15. Максимальна швидкість становила 90 км/год., витрата палива 7-8 л/100 км. Протягом 1955 р. виготовили ще кілька прототипів, котрі невдовзі піддали інтенсивним дорожнім випробуванням. Прототипи відрізнялись вирішеннями окремих вузлів та механізмів. Наприклад, на них використовували два види важелів передньої підвіски — ковані та штамповані, три варіанта підвіски двигуна, три варіанта задньої підвіски коліс. За результатами планувалось обрати найбільш вдалу конфігурацію цих елементів. Для порівняння у випробовуваннях брали участь закордонні аналоги — Renault 4CV, Panhard Dyna, IFA DKW 3=6 та Goliath 700.

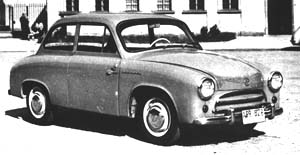
Syrena 100

Під час дорожніх випробовувань один з автомобілів Syrena, котрим керував Karol Pionnier, перекинувся на гірській дорозі. Фанерний дах розлетівся на друзки, проте, дивовижним чином водій не постраждав. Частково цей інцидент вплинув на рішення конструкторів відмовитись від дерев'яних елементів. Хоча головна причина полягала в іншому.
Один з прототипів Syrena 100 виставлявся в 1955 р. на XXIV торговому ярмарку в Познані і викликав величезний інтерес у відвідувачів. На цю обставину звернуло увагу польське правління, та було прийнято рішення про збільшення об'ємів виробництва автомобілів Syrena до 10 тис. в рік. Однак при цьому не враховували можливості заводу FSO, де випуск Syrena з самого початку розглядався як «побічне виробництво». Та і конструкція машини була розрахована на дрібносерійний випуск з великою часткою ручної праці. При об'ємах 10 тис. авт./рік необхідні були додаткові капіталовкладення. Наприклад, для виробництва дерев'яних елементів каркаса довелось би будувати великий деревообробний комбінат і водночас займатись заготівлею та сушінням деревини у промислових масштабах.
Але головне, використання дерева в легковому автомобілі вважалось навіть не вчорашнім, а позавчорашнім днем. Тож в результаті автомобіль виготовлявся з суцільнометалевим кузовом.

### Syrena 100 (1957—1960)

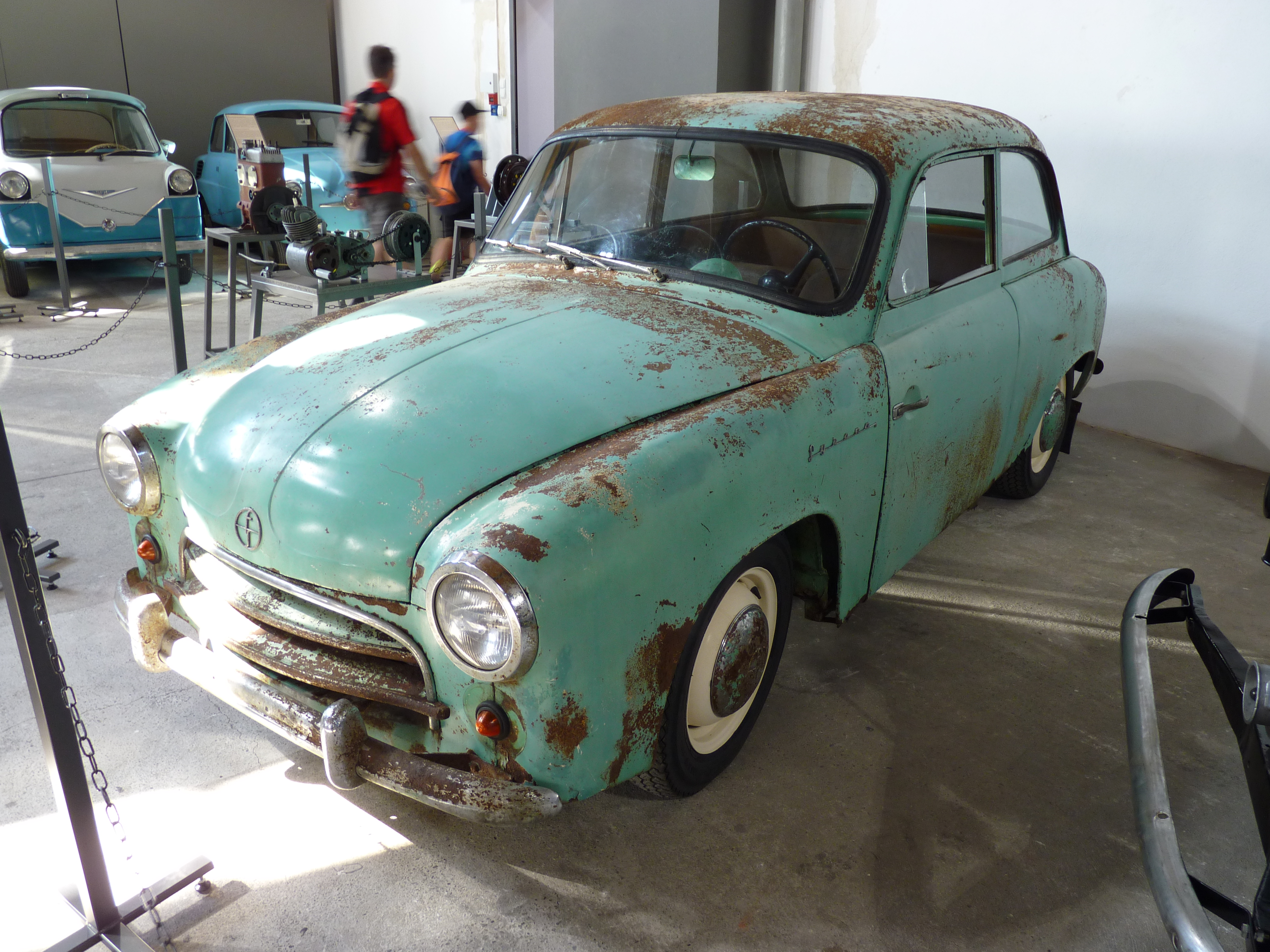
Syrena 100 в Музеї міської інженерії в Кракові

Випуск Syrena 100 розпочався 20 березня 1957 р., хоча до кінця грудня побудували не більше 200 автомобілів по «обхідним технологіям». Ці автомобілі не призначались для широкого продажу: за мінімальною ціною їх розповсюдили серед працівників FSO та заводів-суміжників, щоб у процесі експлуатації зібрати якомога більше інформації про поломки та дефекти. Серійне виробництво Syrena розпочалось восени 1958 р., коли в приміщенні колишнього складу змонтували новий конвеєр для їх збирання. Та й ці автомобілі важко було назвати масовими — їх кузова штампувались на тимчасових штампах, виготовлених з бетону. Якість таких штампувань потребувала поліпшення, при тому, що трудомісткість виготовлення кузовів залишалась дуже високою. Так, кузовні частини перед зварюванням доводилось підганяти «по місцю» за допомогою молотків, а нерівності на металі вирівнювати олов'яним припоєм та рихтувати вручну. За такою технологією до кінця року зібрали всього 660 автомобілів.
Тільки після запуску повноцінного штампувального обладнання виробництво пішло вгору і у 1959 р. зібрали вже 3010 екземплярів.

### Syrena 101 (1960—1962)

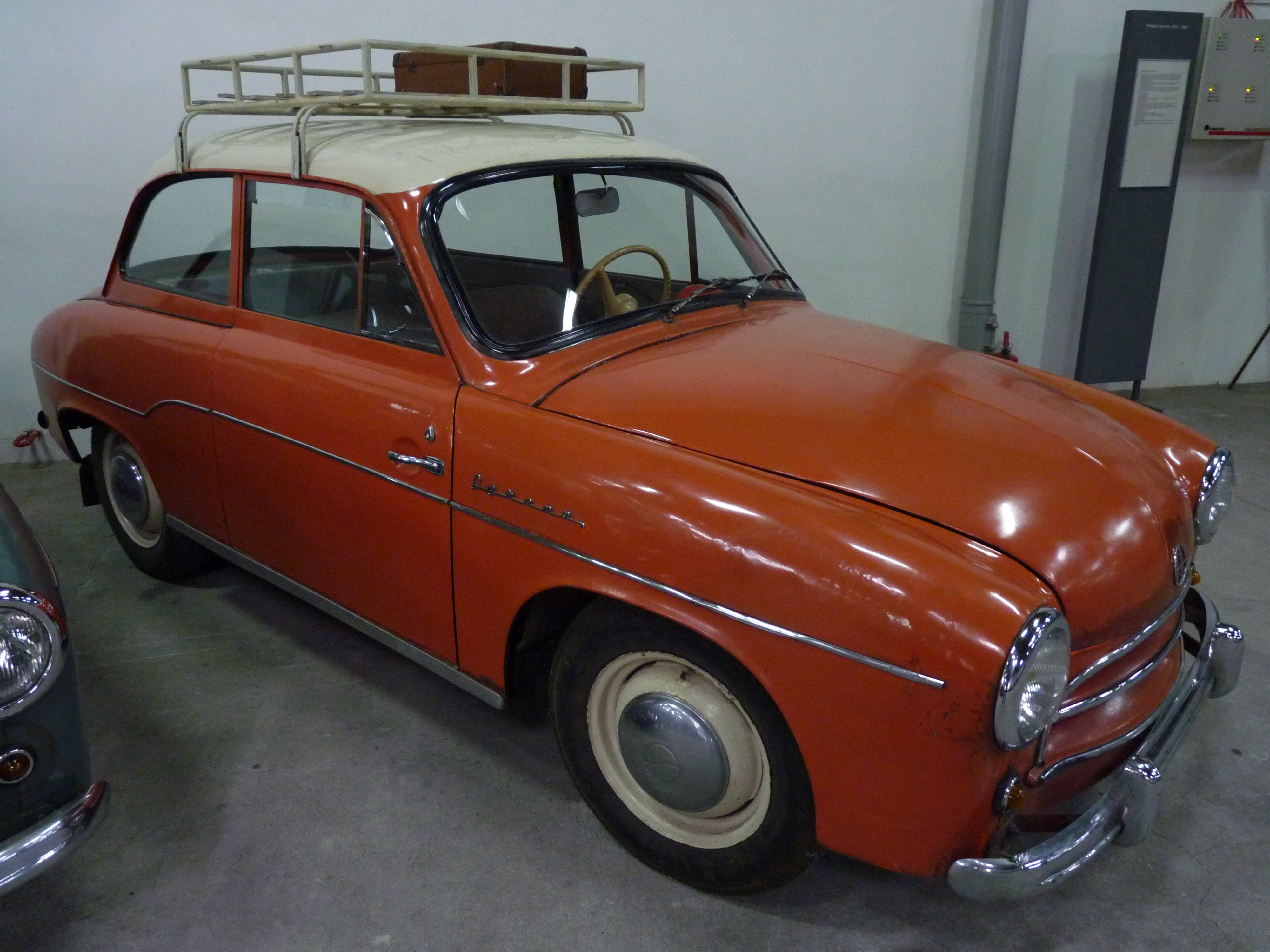
Syrena 101

1960 р. — з'являється перша модернізована Syrena 101. На неї вже встановлювали паливний насос, карбюратор нового типу, другий склоочисник (до того часу був тільки один зі сторони водія), вдосконалену передню підвіску з телескопічними амортизаторами (замість важільних), колеса меншого діаметра з шинами розміром 5,60 х 15 (замість 5,25 х 16).

### Syrena 102 (1962—1963)
1962 р. — Syrena 102: друга модернізація, проте обумовлена технологічними причинами. На підприємстві змонтували нову зварювальну лінію кузовів, що вимагало зміни членування елементів кузова та місць зварювання. Ззовні такі автомобілі відрізнялись конструкцією нижньої частини кузова, в районі порога. Крім того машини оснащували новими задніми ліхтарями більшого розміру. В салоні встановлювали окремі передні сидіння (раніше окремими були лише спинки), важіль стоянкового гальма перемістився з лівої сторони водійського сидіння під панель приладів, привід стартера здійснювався від замка запалювання а не окремої кнопки.

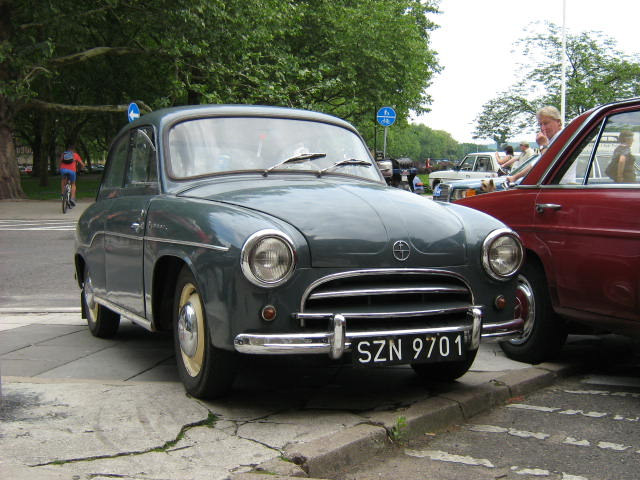
Syrena 102

Водночас на заводі проводились експерименти по встановленню на машину трициліндрового двигуна з водяним охолодженням від Wartburg 312 (об'єм 992 см3, потужність 43 к. с. при 4200 об./хв.). Німецький та польський автомобілі мали подібне компонування моторного відсіку, де радіатор системи охолодження знаходився не перед двигуном а за ним. Разом з двигуном Wartburg на машині з'явилась 4-ступінчаста коробка передач, синхронізована на усіх, крім першої, передачах. Автомобілі з такими агрегатами отримали назву Syrena 102S і ззовні відрізнялись подвійним декоративним молдингом на боковинах, решіткою радіатора з вертикальними прорізями. Максимальна швидкість Syrena 102S сягала 125 км/год.

### Syrena 103 (1963—1966)

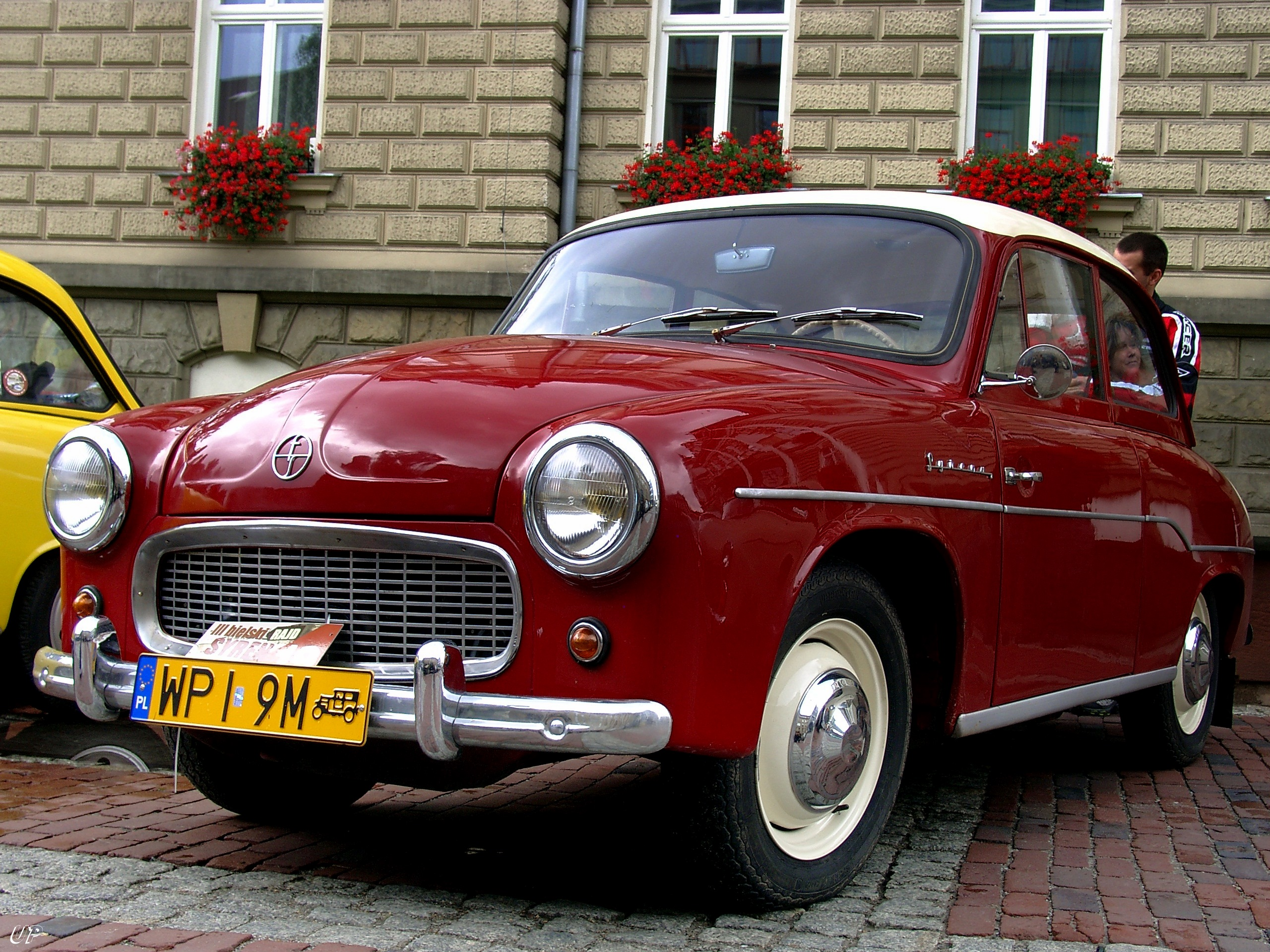
Syrena 103

В жовтні 1963 р. була запущена у виробництво Syrena 103 з сітчастою решіткою та спрощеними бамперами. Оновлений силовий агрегат S-150 мав змінену ГБЦ, систему випуску відпрацьованих газів і як наслідок збільшену до 30 к. с. потужність. В 1964 р. паливний бак перемістили з моторного відсіку в багажник, в 1965 р. встановлювали електроопалювач салону. Деякий час як варіант «люкс» паралельно виготовлялась Syrena 103S, з двигуном Wartburg 312.

### Syrena 104 (1966—1972)

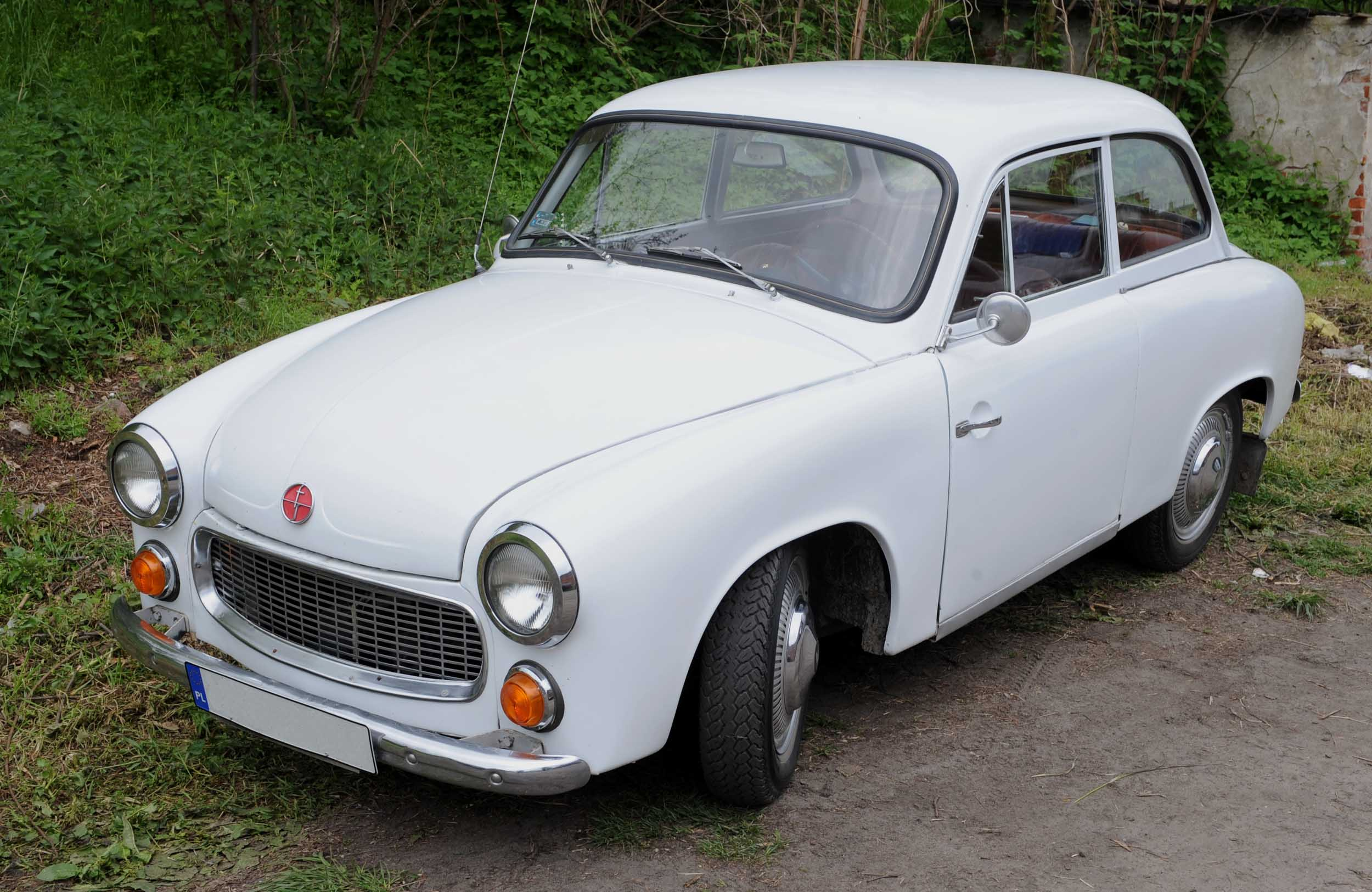
Syrena 104

З початку 60-их в Бельсько-Бяла  велись роботи по створенню нового трициліндрового двигуна S-31 (об'єм 840 см3, потужність 40 к. с.). На жаль, у 1962 р. в авіакатастрофі загинув Frederyk Bluemke — головний конструктор двигунів заводу WSM, тому роботу над новим двигуном закінчував інженер Jerzy Slawik. А на FSO для нового двигуна розробили повністю синхронізовану коробку передач. В 1966 р. в серію була запущена Syrena 104, з новим двигуном. Зовнішні відмінності — інший розчерк бокового молдингу та нові підфарники. Максимальна швидкість 125 км/год.

### Syrena 105 (1972—1983)
З кінця 60-х постало питання про передислокацію виробництва автомобілів Syrena з FSO на WSM, задля звільнення додаткових потужностей для масового виготовлення ліцензійного Fiat'a 125p. Однак на FSO продовжували вдосконалювати автомобілі Syrena — в 1972 р. з'явилась Syrena 105. Оновлений автомобіль позбавився «суїцидальних» дверей, нижня кромка бокових вікон опустилась на 40 мм. В Жерані побудували усього 3571 автомобілів, після чого їх виробництво повністю передали в Бельсько-Бяла. Там випуск Syrena 105 розпочали 21 серпня 1972 р. Ця подія стала приводом перейменування Заводу механічного обладнання в Завод малолітражних автомобілів (Fabryka Samochodow Malolitrazowych, FSM).
У 1974 р. на Syrena 105, для підвищення безпеки, встановили двоконтурну гальмівну систему з окремим приводом на передні та задні колеса, передбачили місця для кріплення ременів безпеки. У цьому ж році з'явились «люксові» Syrena 105L з новими передніми сидіннями, зовнішніми дзеркалами заднього виду, важелем КП та стоянкового гальма встановленими на підлозі між сидіннями.
Виробництво автомобілів продовжувалось до 30 липня 1983 р. Всього було виготовлено, враховуючи усі моделі, 172142 авт. на FSO та 344077 авт. на FSM.
| моделі Syrena   | 100  | 101  | 102   | 102S | 103   | 103S | 104    | 105/105L              |
| --------------- | ---- | ---- | ----- | ---- | ----- | ---- | ------ | --------------------- |
| кількість, авт. | 4895 | 8347 | 11341 | 141  | 29767 | 391  | 113689 | 3571(FSO)/344077(FSM) |

## Конструкція

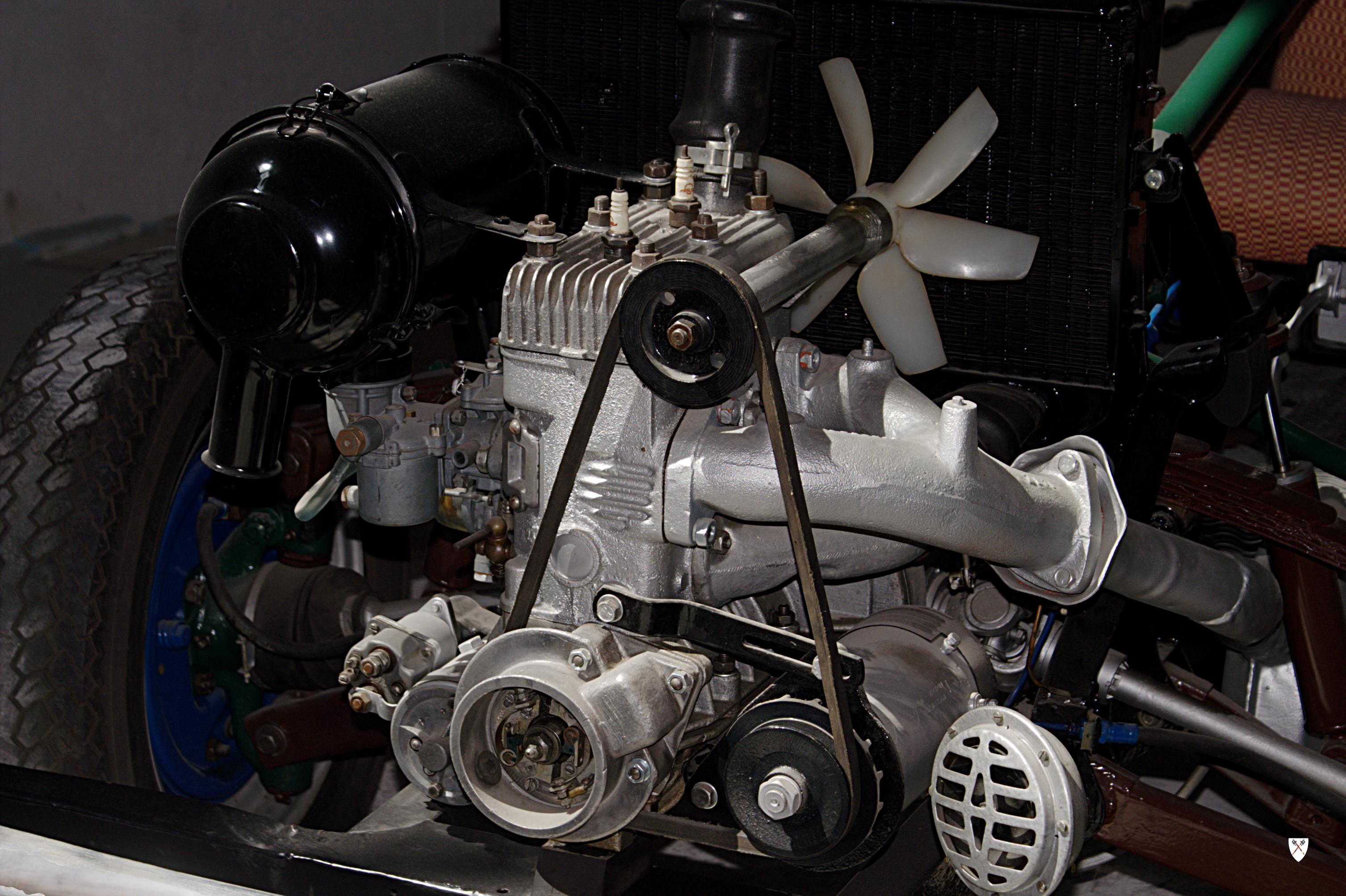
Двотактний, двоциліндровий рядний двигун S-15/S-150
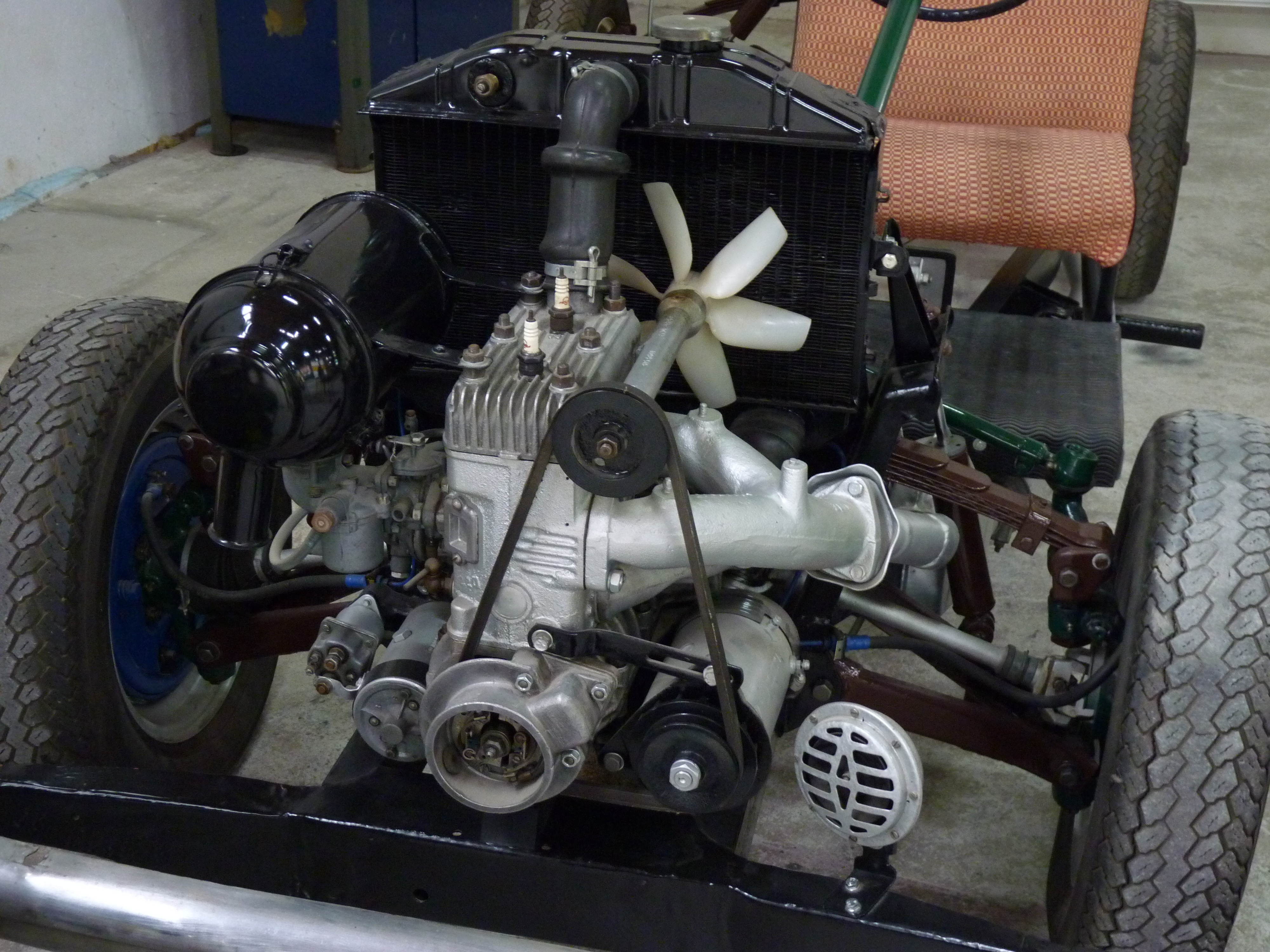
Нетипово розміщений радіатор
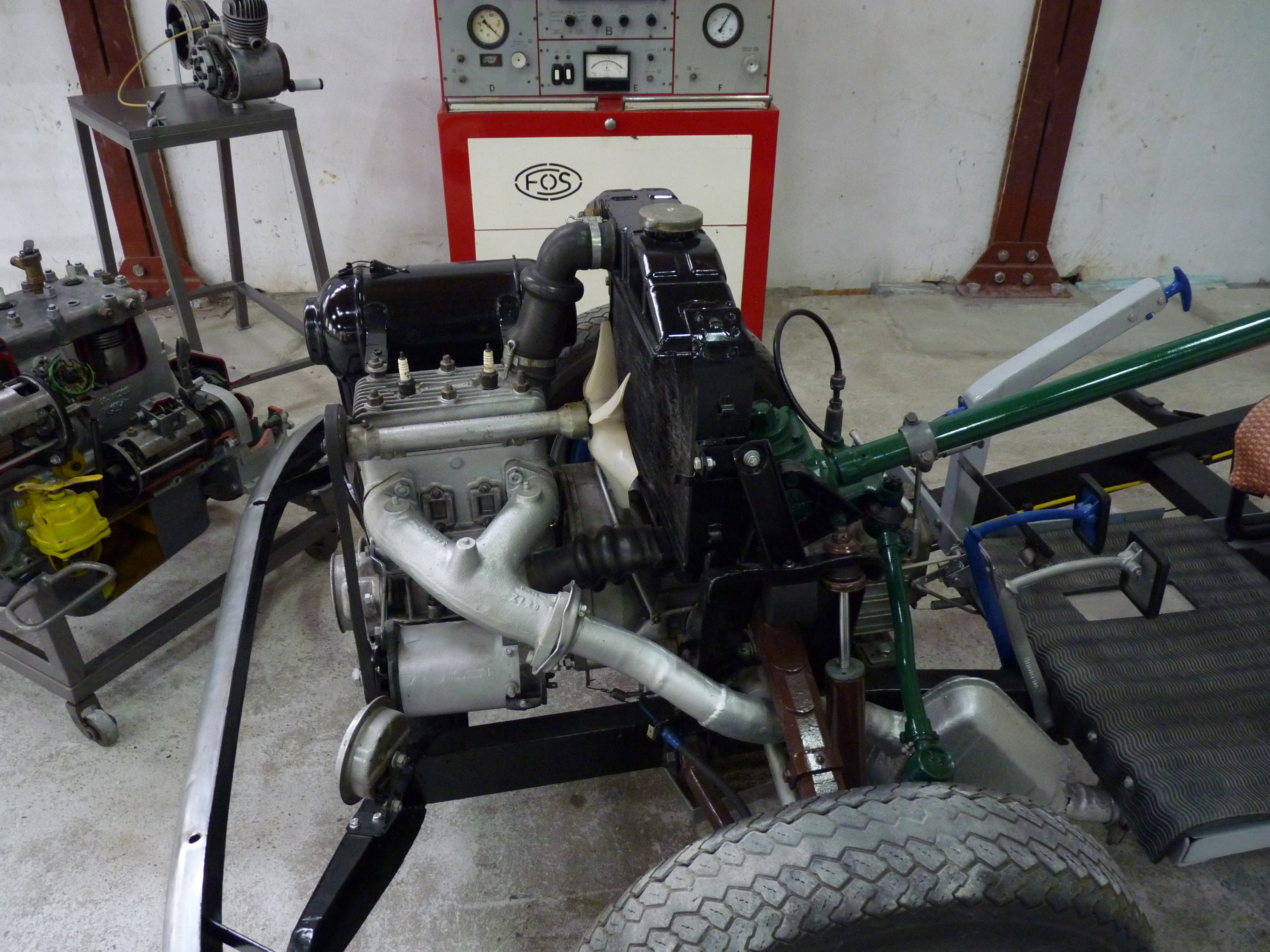
Передній привід. Видно поперечну ресору підвіски
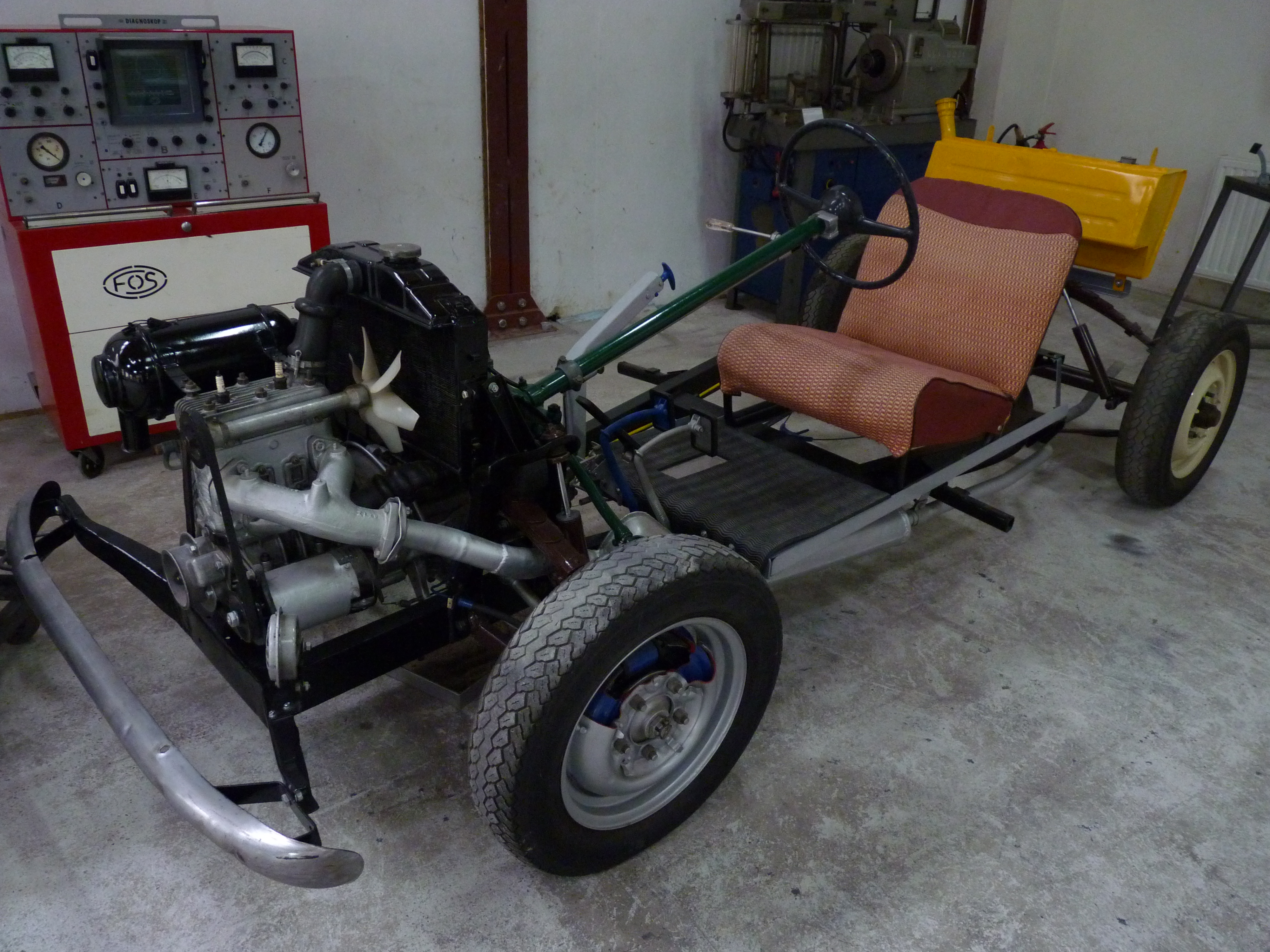
Автомобіль має рамну корструкцію.
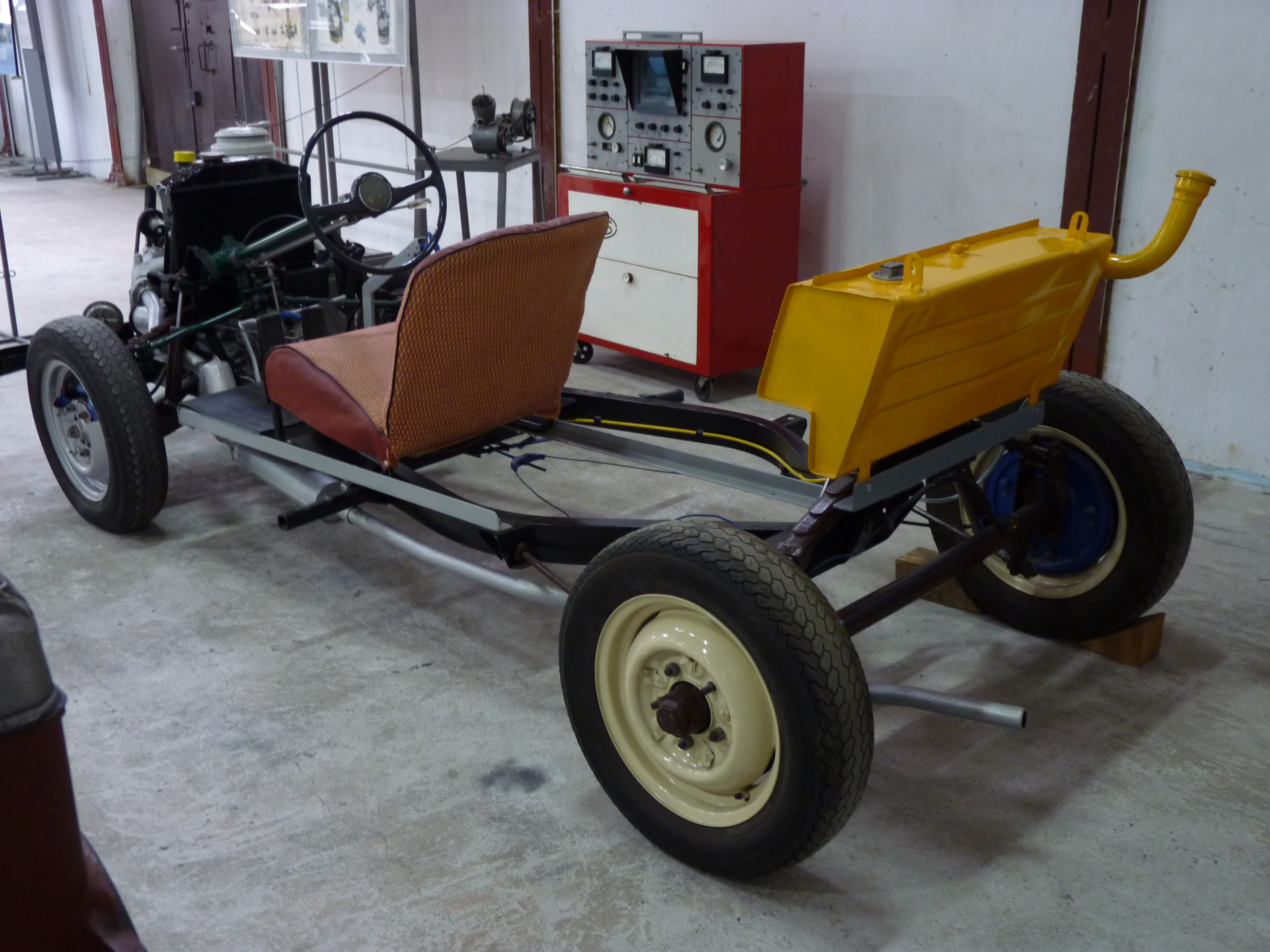
Шасі та двигун

| Параметр                    | S-15                               | S-31                               | AWE-312 (Wartburg)                 |
| --------------------------- | ---------------------------------- | ---------------------------------- | ---------------------------------- |
| встановлювались на          | 100, 101, 102                      | 104, 105                           | 102S, 103S                         |
| тип                         | бензиновий, 2-тактний, R2          | бензиновий, 2-тактний, R3          | бензиновий, 2-тактний, R3          |
| робочий об'єм               | 746 см³                            | 842 см³                            | 991 см³                            |
| максимальна потужність      | 27 к. с. (19,9 кВт) при 3800 об/хв | 40 к. с. (29,4 кВт) при 4300 об/хв | 41 к. с. (30,2 кВт) при 3500 об/хв |
| максимальний крутний момент | 62-64 Нм при 2000 об/хв            | 80 Нм при 2750 об/хв               | 93 Нм при 2500 об/хв               |
| ступінь стиску              | 1:7,4                              | 1:7,2                              | ?                                  |
| діаметр циліндра            | 76 мм                              | 70 мм                              | ?                                  |
| хід поршня                  | 82 мм                              | 73 мм                              | ?                                  |
| паливо                      | бензин А78/олива = 1:25            | бензин А78/олива = 1:30            | ?                                  |

На автомобілі Syrena 103 встановлювались двигуни S-150 (відрізнявся від S-15 ступенем стиску і відповідно потужністю у 30 к. с.).
Коробки передач на усіх автомобілях механічні, 4-ступеневі. Передатні відношення: I - 3,91; II - 2,37; III - 1,515; IV - 0,965; З.Х - 7,5. Повністю синхронізовані коробки встановлювались тільки на моделях 104 та 105. Зчеплення однодискове сухе. 
Передатне відношення головної передачі 4,875
Гальмівні механізми на усіх колесах барабанні. Привід - гідравлічний.

## Модифікації

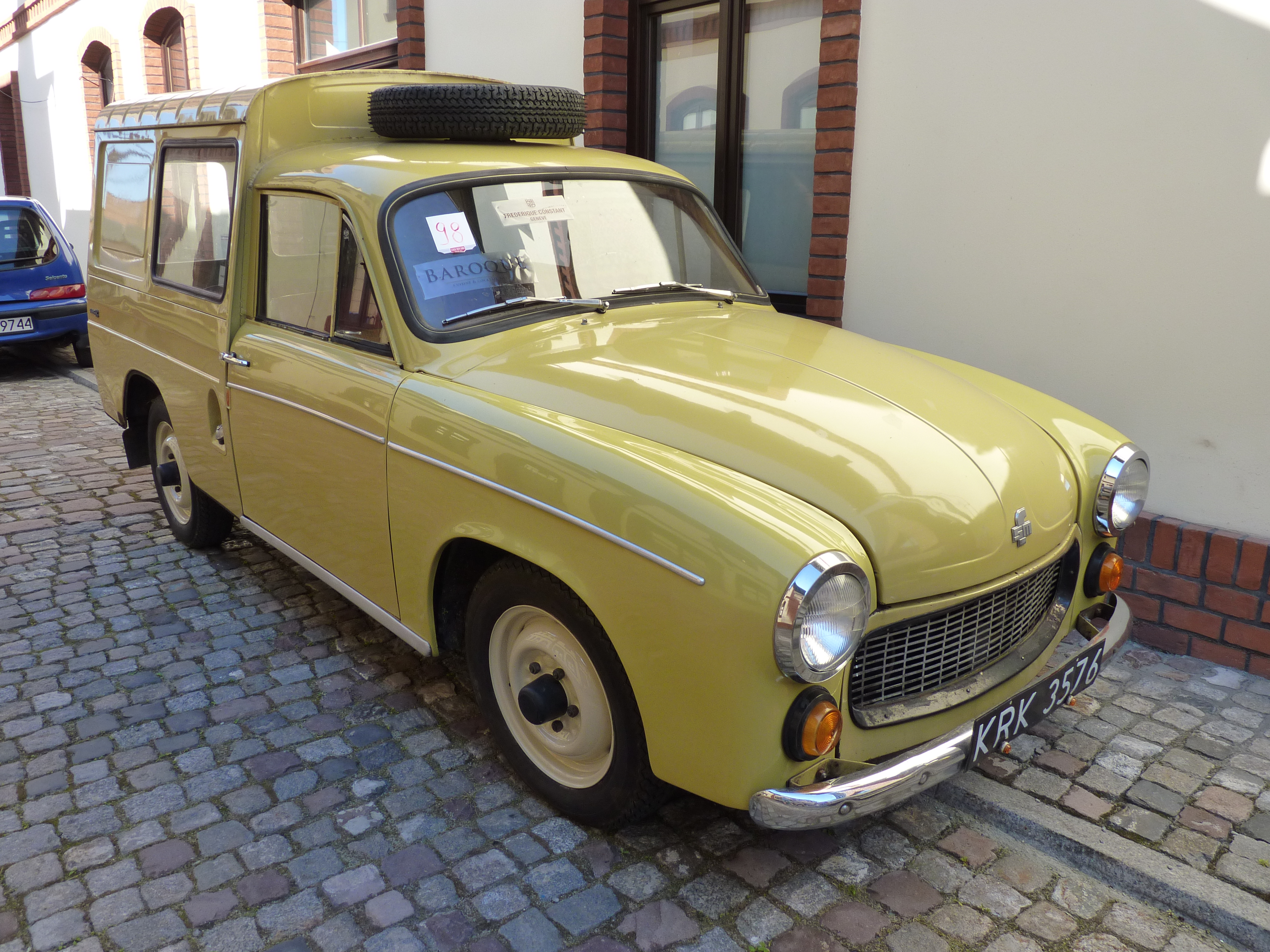
Syrena 105B Bosto

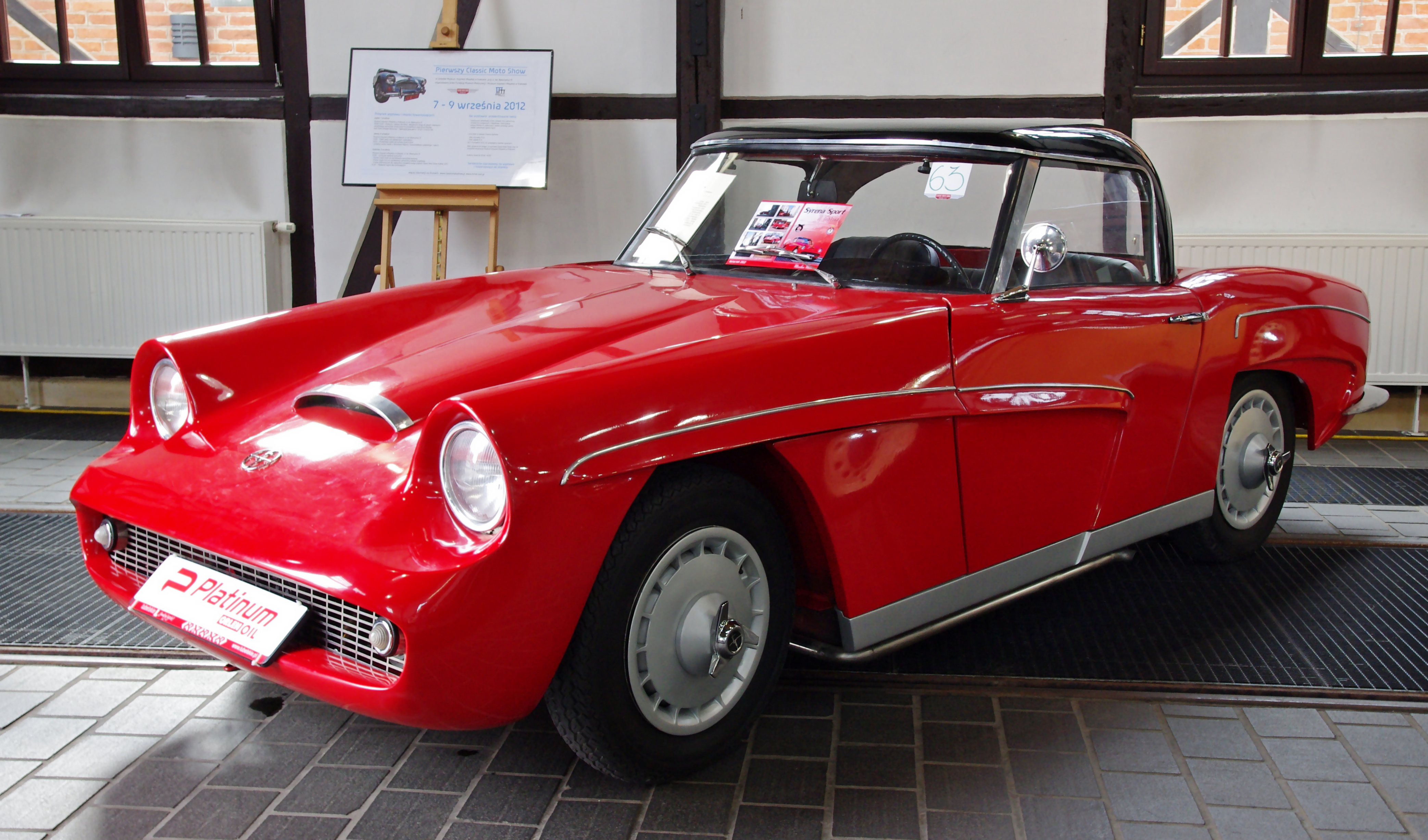
Syrena Sport

Серед дослідних зразків, побудованих на основі агрегатів Syrena: невеликий мікроавтобус Syrena Mikrobus (1960 р.), спортивне купе Syrena Sport, універсал Syrena Kombi (1961 р.), хетчбек Syrena 110 (1966 р.).
Syrena 105B Bosto (Bosto — bielski osobowo-towarowy, «вантажопасажирський бєльський») — виготовлявся серійно на заводі FSM з грудня 1974 до 30 липня 1983. На відміну від легкового варіанту в задній підвісці мала дві паралельні напівеліптичні ресори, а не одну поперечну. Фургон міг перевозити 4 пасажирів та вантаж масою до 200 кг, або 2 пасажирів та 350 кг вантажу. При складених сидіннях об'єм вантажного простору становив 2,6 м3, а площа підлоги 2м2.

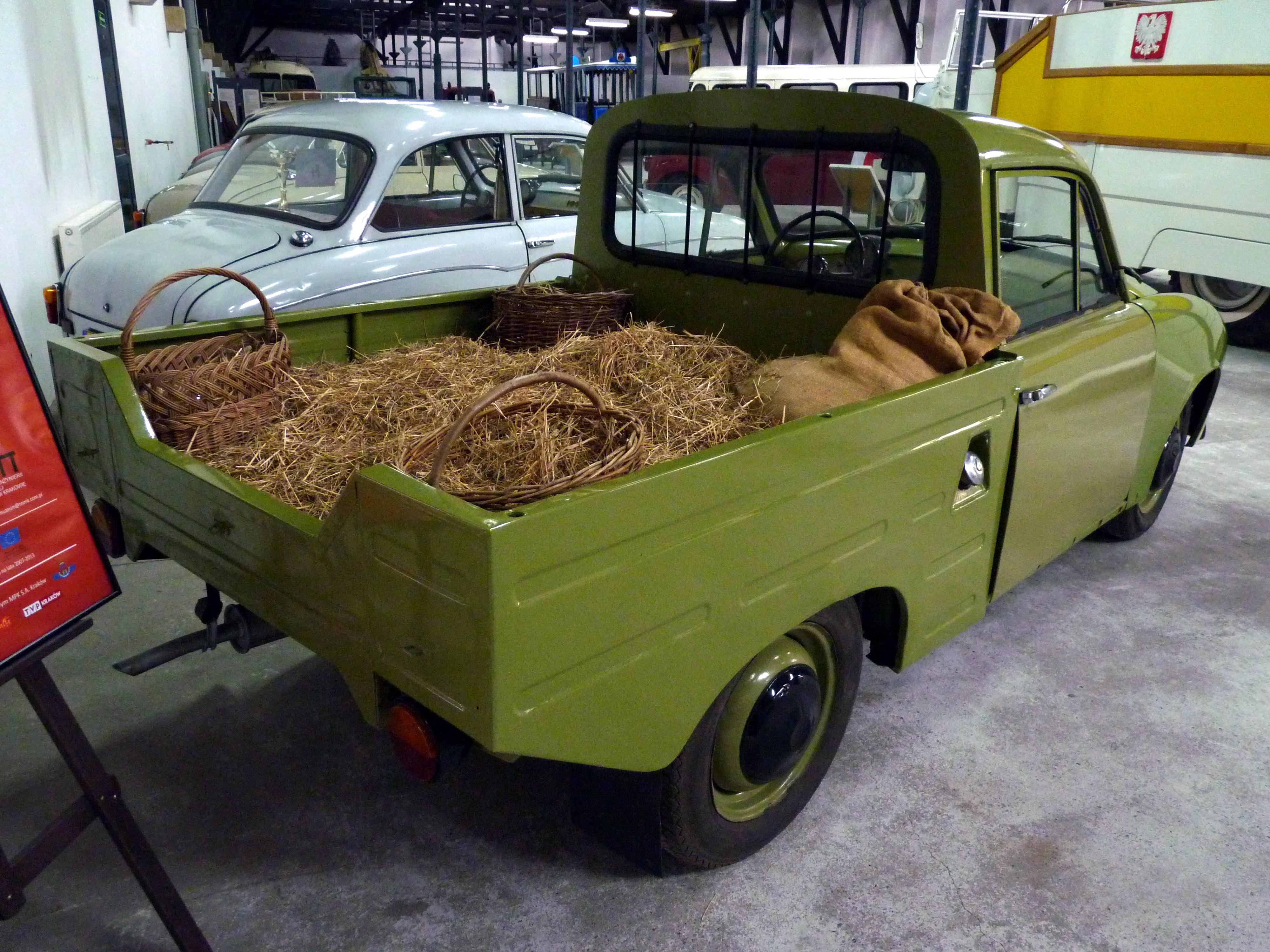
Syrena R-20 в Музеї міської інженерії в Кракові

Syrena R-20 — пікап на базі Syrena 105, що виготовлявся на FSM в 1972—1983 рр. Вантажопідйомність 350 кг, підвіска змінена аналогічно фургону. Спроектований для сільськогосподарських потреб, не задовольняв їх в повній мірі — на ньому можна було хіба що «пару мішків картоплі чи козу до ветеринара перевести». Проте був порівняно дешевим.